# Шустовка (Одесская область)
Шустовка (укр. Шустовка) — бывшее село в Ивановском районе Одесской области Украины. Село было подчинено Калиновскому сельсовету.

## История
По состоянию на 1964 год население — 7 человек. Было включено в состав села Джугастрово.

## География
Было расположено на реке Кошкова — южнее села Красина и севернее села Калиновка. 